# Liberty or Death
Liberty or Death – dwunasty studyjny album heavymetalowej formacji Grave Digger. Wydany 12 stycznia 2007 roku przez wytwórnię Locomotive.

## Lista utworów
1. „Liberty or Death” – 6:33
2. „Ocean of Blood” – 4:12
3. „Highland Tears” – 6:15
4. „The Terrible One” – 4:08
5. „Until the Last King Died” – 5:46
6. „March of the Innocent” – 5:56
7. „Silent Revolution” – 6:24
8. „Shadowland” – 6:26
9. „Forecourt to Hell” – 5:02
10. „Massada” – 5:58

### Bonus
1. „Ship of Hope” – 5:05

### Edycjajapońska
1. „The Reaper's Dance” – 4:35
2. „Yesterday” – 5:18

## Twórcy
- Chris Boltendahl – śpiew
- Manni Schmidt – gitara
- Jens Becker – gitara basowa
- Stefan Arnold – perkusja
- Hans Peter Katzenburg – instrumenty klawiszowe